# Argyreia
Argyreia es un género de plantas de flores perteneciente a la familia de las convolvuláceas con 25 especies. 

## Distribución geográfica
Nativas del subcontinente indio se extendió a numerosas zonas de todo el mundo, incluyendo Hawái, África y el Caribe, puede ser invasivo, aunque a menudo es apreciada por su valor estético. Existen dos variedades botánicas. Argyreia nervosa var nervosa y Argyrea nervosa var speciosa,  especies utilizadas en ayurveda, pero con poco o ningún valor psicoactivo.

## Historia
La planta es un raro ejemplo de una planta cuyas propiedades alucinógenas han sido descubiertas recientemente. Mientras que sus primos de la familia Convolvulaceae, como la Rivea corymbosa (Ololiuhqui) y la Ipomoea tricolor (Tlitliltzin), fueron utilizados en los rituales chamánicos de América Latina durante siglos, el hawaiano Argyreia nervosa var nervosa no fue tradicionalmente reconocido como un alucinógeno. Sus propiedades llamaron la atención en el decenio de 1960, a pesar de que la composición química de sus semillas es casi idéntica a los de las dos especies antes mencionadas, y las semillas contienen la mayor concentración de los compuestos psicoactivos en toda la familia.
El uso tradicional de la var. speciosa  en la India suelen utilizarse las hojas y las raíces de las plantas, que no son psicoactivas, como antiséptico y antiinflamatorio drogas.

## Especies seleccionadas
- Argyreia abyssinica
- Argyreia acuta
- Argyreia adpressa
- Argyreia aggregata
- Argyreia alata
- Argyreia alulata
- Argyreia ampla
- Argyreia nervosa[2]

## Sinonimia
- Cryptanthela Gagnep.
- Lettsomia Roxb.
- Moorcroftia Choisy